# 필라델피아 대 뉴저지 사건
필라델피아 대 뉴저지 사건(Philadelphia v New Jersey)은 미국 연방대법원의 유명 판례이다. 다른 주의 물품이 차별받는 것을 금지한 사건이다.

## 배경
뉴욕시와 필라델피아(미국 동부 해안에서 가장 큰 두 도시) 사이에 끼어 있는 위치로 인해 뉴저지는 오랫동안 고도로 산업화된 주였으며, 인근 주요 도시; 뿐만 아니라 상태에서. 뉴저지에서 개발된 시설 중에는 유독성 폐기물과 일반 도시 폐기물 매립지를 포함한 폐기물 처리 시설이 있다. 뉴저지 외부의 지자체와 기업은 1973년에 뉴저지 입법부가 폐기물 관리법(N.J.S.A. § 13 et seq.)을 통과시켜 대부분의 고체 또는 액체 폐기물의 수입을 금지하는 주의 폐기물 처리 시설을 광범위하게 사용했다.
이 법이 통과된 후, 도시 폐기물의 일부가 뉴저지의 매립지 및 기타 폐기물 처리 시설로 전달된 필라델피아시는 뉴저지 주의 환경 보호국에 뉴저지 환경 보호국을 상대로 소송을 제기했다. 대법원은 폐기물 관리법이 위헌이라는 이유로 그 시행 금지 명령을 청구했다. 그러나 뉴저지 대법원은 이 법이 주간 상업에 대한 경제적 차별 없이, 그리고 부담이 거의 없이 필수적인 건강 및 환경 목표를 발전시켰다고 판결했다. 따라서 헌법의 상업 조항에 따라 허용되는 것으로 나타났다. 원고들은 미국 대법원에 항소했다.